# مجلس توليد الكهرباء المركزي
مجلس توليد الكهرباء المركزي (بالإنجليزية: Central Electricity Generating Board) (سي إي جي بي)، كان مسؤولاً عن توليد الكهرباء لمنطقة إنجلترا وويلز لأكثر من أربعين عاماً، من 1957 حتى الخصخصة في التسعينيات.
بسبب بداياته في فترة ما بعد الحرب العالمية الثانية مباشرة، وعندما كان الطلب على الكهرباء يزداد بسرعة، كان توافر المحطات والوقود في غالب الأوقات غير جدير بالثقة، رأى معظم الصناعيين ان مهمة المجلس هي توفير إمدادات كافية وآمنة من الكهرباء، أو «للحفاظ على الأنوار مضاءة على حد تعبيرهم» بدلا من إتباع طريق توليد أرخص.
نشأت الشركة عام 1957 من «سلطة الكهرباء المركزية» التي إستَبْدَلَتْ «سلطة الكهرباء البريطانية». وانشأ مجلس الكهرباء في ذلك الوقت كهيئة لسن السياسات المتعلقة بصناعة الإمدادات الكهربائية.

## المسؤوليات
كان المجلس مسؤولاً عن توليد الكهرباء في إنجلترا وويلز، في حين كانت تقع مهمة توليد الطاقة الكهربائية في إسكتلندا تقع على عاتق مجلس جنوب إسكتلندا للكهرباء ومجلس شمال إسكتنلدا للطاقة الكهرومائية.
كانت المنظمة مميزة حيث أن معظم كبار الموظفين هم مهندسين محترفين، ولكن مع دعم ممتاز من ناحية مالية ومن ناحية إدارة المخاطر.
قال بعض الناس أن المجلس يشعرهم أنه معبر عن أفضل خطط الحكومة، وقال آخرون أنه كتلة واحدة تمثل أسوأ جوانب التخطيط المركزي وأنه حان الوقت للتغيير. وأظهرت القضية على الأرجح أن أكثر الفترات نجاحاً تلك التي إمتدت حتى منتصف السبيعينات والتي تمت إدارتها على نحو كبير يشابه إدارة قطاع الكهرباء الخاص الكبير مثل شركة بريتيش بتروليوم، ولكن كان ذلك متأخراً بالاستجابة للنمط المتغير في نمو الطاقة عقب أزمة الطاقة عام 1979.

## البنية

### الدستور
تأسس المجلس بناء على المادة الثانية من مرسوم الكهرباء لعام 1957. ويتكون من رئيس وعدد أعضاء يتراوح بين سبعة وتسعة، والمعين من قبل وزير الطاقة والذي يمتلك الخبرة أو القدرة على التصرف في«توليد الطاقة الكهربائية، والقضايا الصناعية والتجارية والمالية، العلوم التطبيقية، الإدارة، أو تنظيم العمال».
كان المجلس رهين الواجب لتطوير وصيانة نظام فعال ومتناسق واقتصادي لتزويد الطاقة الكهربائية لجميع أجزاء إنجلترا وويلز، ولتحقيق هذا الهدف للتوليد أوالإستحواذ على مصادر الطاقة وتوفير إمدادات الكهرباء لسلطة الطاقة البريطانية من أجل توزيعها على المستخدمين. وكان يملك المجلس طاقة لإمداد مجالس الطاقة الإسكتلندية أو تعهدات كهربائية خارج بريطانيا العظمى.

### التحكم بشبكة الكهرباء الوطنية
```
في المركز كانت هنالك غرفة التحكم الوطنية بشبكة الكهرباء الوطنية في لندن، والتي كانت جزءاً من التراتبية لأجل النظام. وكانت هنالك غرف تحكم خاصة بالمقاطعات، والتي كانت موجودة في الأصل 
نيوكاسل أبون تاين
، 
ليدز
، 
مانشستر
، نوتينغهام، بيرمينغهام، سانت ألبانس إيست جرينستيد وبرستل. كان على المهندسين المناوبين في تلك الغرف أن يحسبوا ويجدولوا ويرسلوا برقية إلتزام إقتصادي للتوليد للنظام الرئيسي المرتبط (400/275/132 كيلو فولط) ضمن مستوى كاف من الأمن. وكان لديهم أيضاً معلومات عن التكاليف التشغيلية والتوفر لكل محطة إنتاج للطاقة في إنجلترا وويلز. ويجب عليهم توقع الطلب بإستمرار ورصد وتوجيه محطات توليد الطاقة لزيادة أو تقليل أو وقف إنتاج الكهرباء. واستعملوا ما كان يعرف "
بنظام الجدارة
"، ترتيب كل مولد في محطات الطاقة يعتمد على التكلفة في إنتاج الكهرباء، وكان الهدف هو التأكد من أن إنتاج الطاقة يتحقق بأقل التكاليف الممكنة.
```

### البحث والتطوير
إمتلك المجلس قسم بحث وتطوير شامل بمختبراته الرئيسية الثلاث، وهي مختبرات أبحاث الكهرباء المركزية، ومختبر مارشوود الهندسي، ومختبرات بيركلي النووية. وإمتلك كذلك خمس مختبرات إقليمية وأربع مجموعات للمشاريع وهي مجموعة الشمال ومجموعة الجنوب ومجموعة الأراضي الوسطى ومجموعة مشروع نقل الطاقة الكهربائية. إمتلكت أقسام الخدمات العلمية قاعدة في كل منطقة. كان الدور الرئيسي لأقسام الخدمات العلمية هو حل المشاكل الهندسية المتعلقة بالتصميمات المختلفة لوحدات ذات قدرة 500 ميغاواط. كان هنالك زيادة كبيرة في حجم الوحدة وواجهت العديد من المشاكل، حلت معظم المشاكل وأدت خدمة موثوقة، وقدمت تجربة جيدة نحو تصميم وحدات ذات قدرة 660 ميغاواط.
في السبيعينات والثمانينيات طور فريق البحث والتطوير لغة «كطلس» البرمجية وتطبيق نظام للتحكم بالوقت الحقيقي بمحطات التحكم بالطاقة الكهربائية. تم التخلص التدريجي من نظام كطلس بعد الخصخصة وإستبدل على نطاق واسع بنظام إدارة المحطات المتقدم باستخدام معمارية «سكادا» التي طورت بشراكة بين شركة «إن بور»(وهي شركة منحدرة من المجلس) وشركة «طاليس المملكة المتحدة». ثم أصبح برنامج إدارة المحطات المتقدم قديماً.
في المقابل تولت شركة باورجين والتي إستحوذت عليها شركة إيون لاحقاً البرنامج لربط النظام بالكامل بالعتاد الحالي. كانت النسخة الأحدث من كطلس وهي «بي تي-كطلس كيت9» تشغل باستخدام عتاد موتورولا، بمحطات عمل هندسية ومهام إدارية قدمتها ميكروسوفت بنظام تشغيل ويندوز القياسي.

## المناطق

### منطقة الأراضي الوسطى
كانت منطقة الأراضي الوسطى هي واحدة من المناطق الخمس للمجلس، كان المجلس مسؤولاً عن تشغيل 38 محطة طاقة كهربائية وأكثر من 170 محطة طاقة فرعية وقرابة ألفي ميل (3218 كم) من خطوط شبكة النقل، ويغطي مساحة 11000 ميلاً مربعاً (28500كم مربع). أنتجت المنطقة أكثر من ربع الكهرباء المستخدمة في إنجلترا وويلز وإمتلكت حصة الأسد في برنامج الإنشاءات الصناعية الضخم خلال الستينيات.
بلغ مجموعة الطاقة المنتجة في جميع محطات المناطق الوسطى 2016 ميغاواط عام 1948 ويكاد أن يكون قريباً من إنتاج محطة طاقة كهربائية حديثة واحدة بقدرة 2000 ميغاواط. بحلول عام 1957 إرتفعت سعة إنتاج المنطقة إلى 4000 ميغاواط وتضاعف الرقم بحلول عام 1966 ووصل إلى 14000 ميغاواط في 1969 و 16000 ميغاواط بحلول عام 1971. كان الرؤوساء السابقين لمنطقة الأراضي الوسطى هما أرثر هوكنز وجيلبيرت بلاكمان.